# Hängebrücke Holzgau
Die Hängebrücke bei Holzgau im Lechtal, auch Holzgauer Hängebrücke genannt, ist eine 200,5 Meter lange, 1,20 Meter breite und 110 Meter hohe Seilhängebrücke in Österreich. Sie war zeitweise die längste und höchste Seilhängebrücke in Österreich. Sie überspannt die Höhenbachtalschlucht nördlich des Ortes.
An den beiden Rändern der Schlucht befinden sich 5,20 m hohe, aus Stahlträgern gefertigte Pylone, über die die beiden, 50 mm starken Tragseile geführt werden, die hinter den Pylonen mit je neun Felsankern im Boden verankert sind. An den Tragseilen sind die senkrechten Hänger befestigt, die die mit einem Gitterrost belegte Lauffläche tragen. Zu beiden Seiten der Lauffläche ist ein 1,30 m hoher Handlauf montiert, der mit dem Gitterrost durch ein Maschendrahtgitter verbunden ist. Die Brücke ist durch schräg nach unten zu den Hängen der Schlucht führende Seile abgespannt, um zu starke Schwingungen zu verhindern. Nachts wird die Brücke mit LED beleuchtet. Die Brücke ist auf eine Belastung mit 630 Personen ausgelegt. Die Pläne erstellte das Architekturbüro Walch aus Reutte.
Über die Brücke verläuft der 125 km lange Europäische Weitwanderweg, Lechweg, am Gföll- zum Schiggenberg. Am 1. März 2012 wurde sie zur Benützung freigegeben. Die offizielle Eröffnung fand gemeinsam mit dem Lechweg am 15. Juni 2012 statt.
Die Baukosten betrugen ca. 560.000 € für die Brücke und 90.000 € für die Zubringerwege. 2/3 der Kosten wurden von der EU und vom Land Tirol getragen.
Die immer leicht schwankende Hängebrücke kann aber auch umgangen werden. Wer nicht schwindelfrei ist, wandert in das Höhenbachtal hinunter, am künstlichen Simmswasserfall vorbei bis zum Café Uta. Von dort führt ein Wanderweg hinauf zur Schigge.

## Bilder

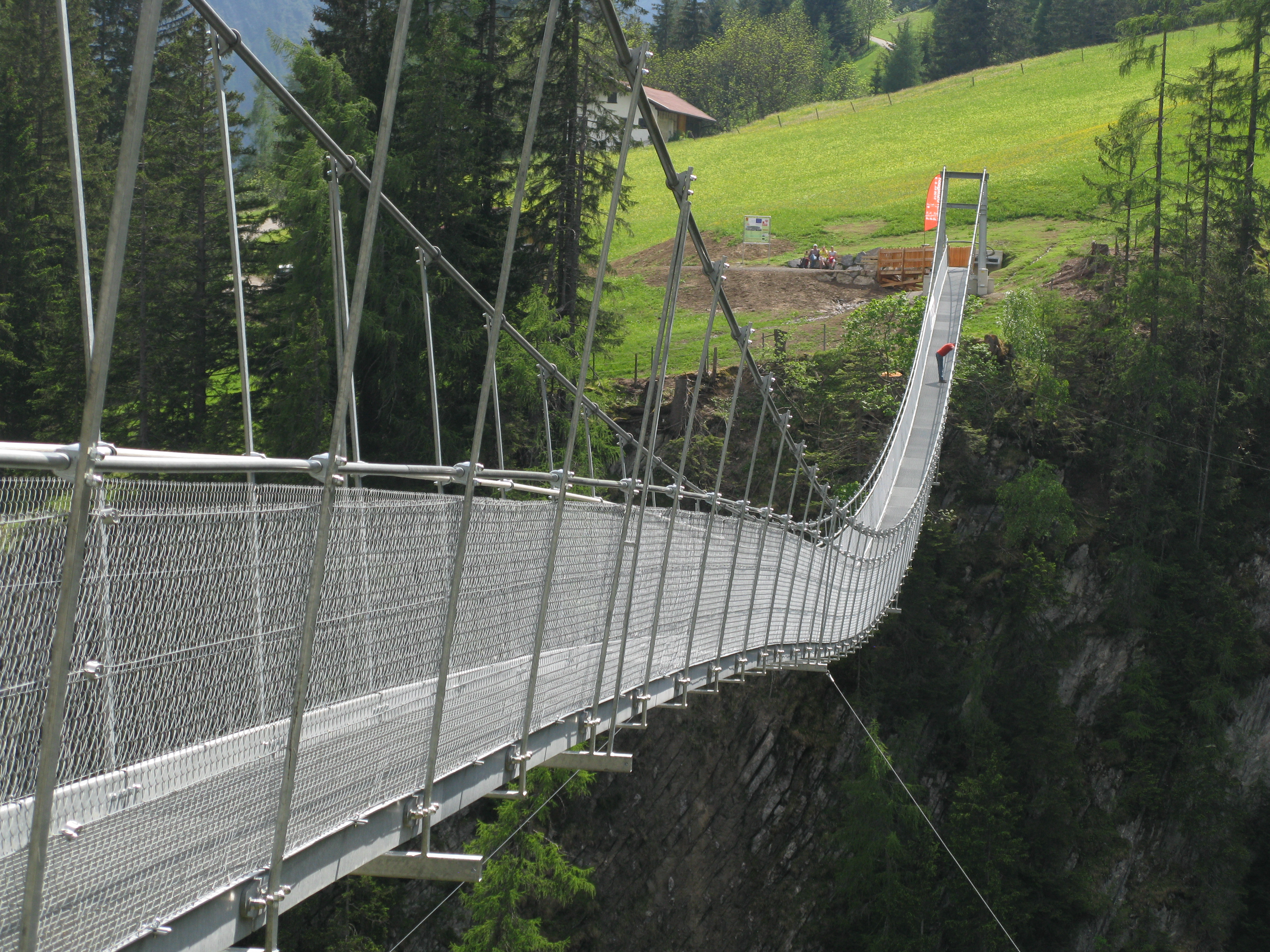
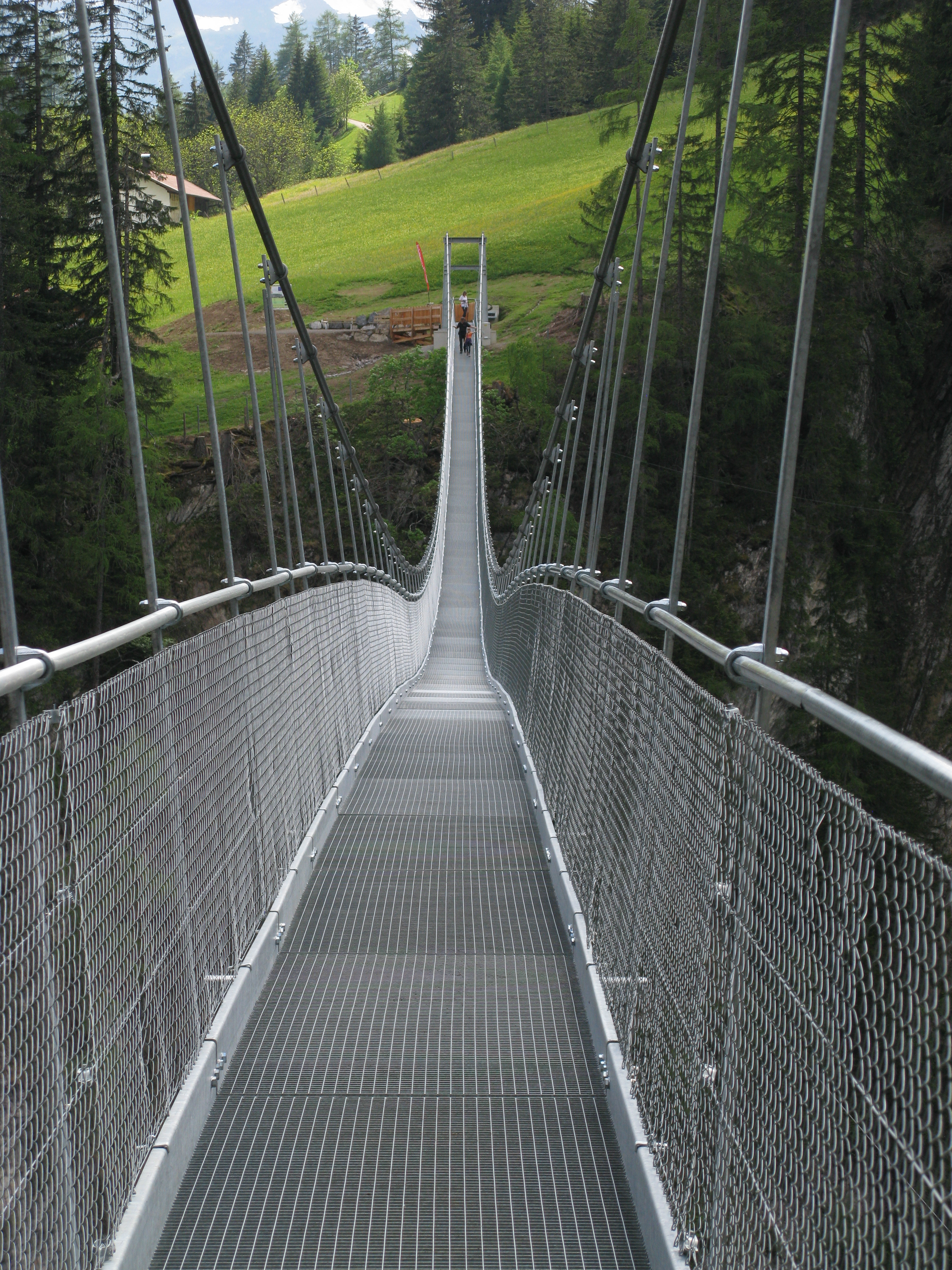
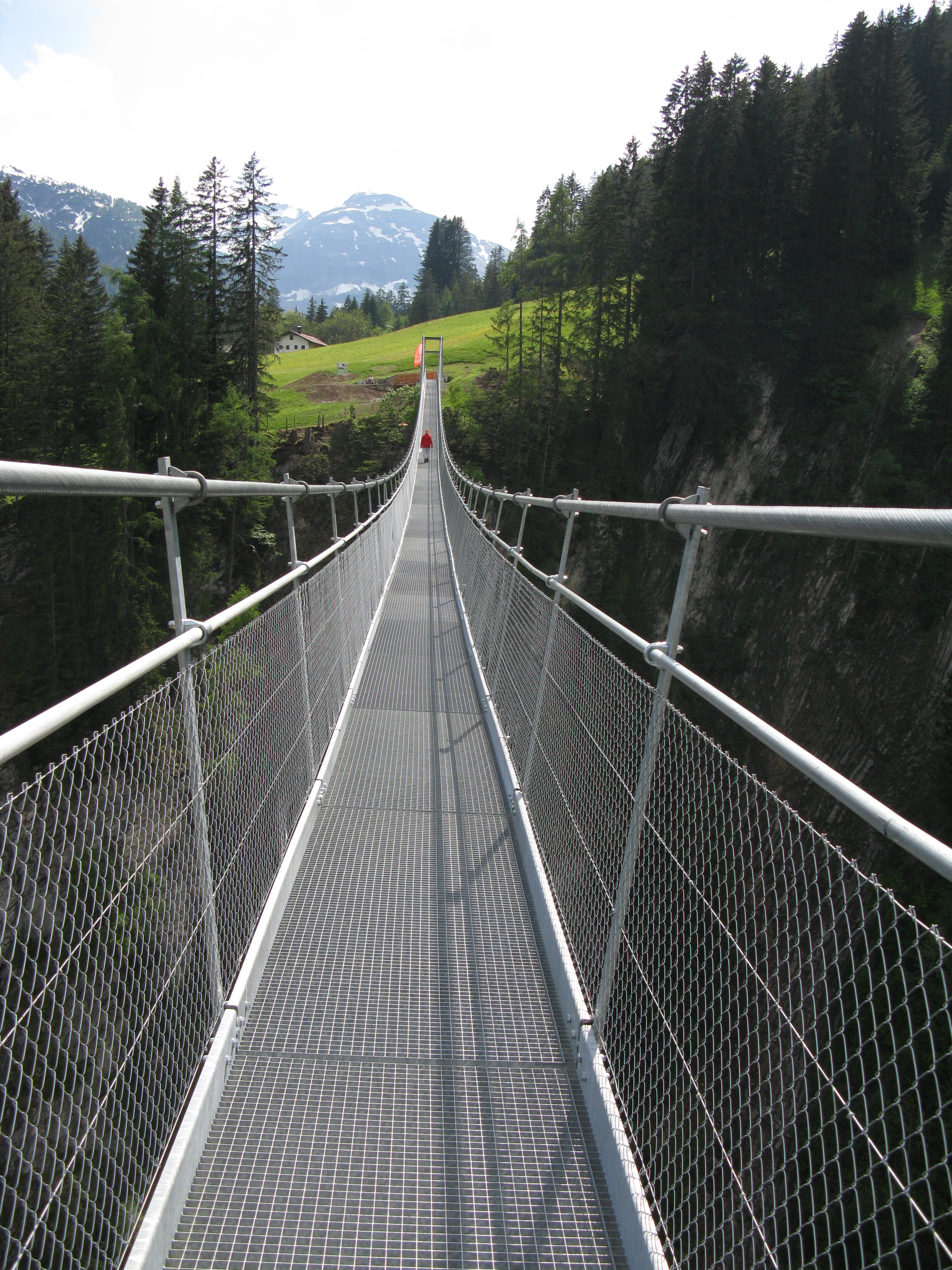
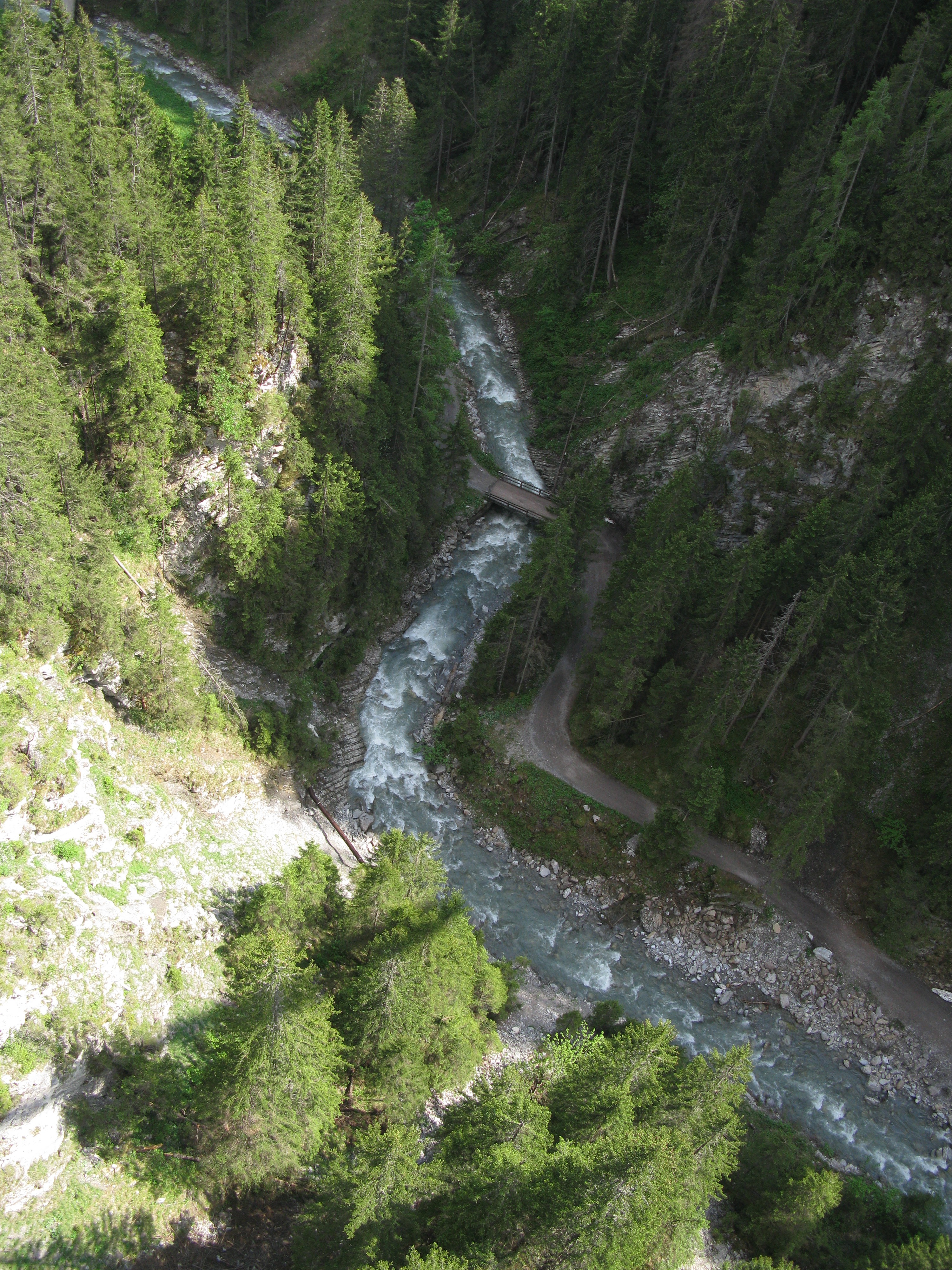
Blick von der Hängebrücke ins Tal